# Nefermaat A
Nefermaat A (Nefermaat Stariji) je bio egipatski princ 3. i 4. dinastije.

## Etimologija
| nfr | U4 · t |

Nefermaatovo ime znači "lijepa Maat", ali se može prevesti i kao "lijepi red". Nefer je riječ koja znači imenicu "ljepota" i pridjeve "lijep", "lijepa", "lijepo", a Maat je božica reda, istine, sklada, koja održava svemir svojim moćima, te se njezino ime rabilo kao riječ za red.

## Životopis
Huni, zadnji vladar 3. dinastije, imao je sina Snofrua. Snofru je, još dok je bio krunski princ, oženio nepoznatu ženu, te je s njom dobio Nefermaata. Nakon njega, rodili su mu se Rahotep i Ranefer, te dijete nepoznatog imena, mlađa Nefermaatova braća. Dakle, Nefermaat i njegova braća rođeni su na kraju 3. dinastije.
Kad je Huni umro, Snofru ga je naslijedio, te je oženio svoju polusestru Heteferes I., koja je bila Nefermaatova teta te glavna Snofruova žena. Nefermaat je postao krunski princ kao i njegov otac, i za njega je bilo pripremano prijestolje.
Nefermaat je oženio ženu imenom Itet, te je s njom imao dvanaest sinova i tri kćeri. Među sinovima se posebno ističe Hemiunu. Jedan od sinove je bio i Buneb.
Nefermaat je također bio i svećenik, i to božice Bast, te vezir. Njegov posao vezira nastavio je njegov sin Hemiunu.
Međutim, Nefermaat je umro mlad, prije svog oca, te nije postao kralj. Njegova braća su također umrla mlada, pa je Egiptom nakon Snofrua vladao Kufu, Nefermaatov najstariji polubrat i sin Heteferes I., koji je bio vrlo okrutan. 
Nefermaatova mlađa polusestra Nefertkau imala je sina zvanog Nefermaat, koji je bio nazvan po svom ujaku.

## Grobnica
Nefermaat je pokopan u mastabi 16 u Meidumu. Blizu mastabe je piramida za koju se prije vjerovalo da pripada Nefermaatovom djedu Huniju. U grobnici je pokopana i Itet, te se tu nalaze slike koje prikazuju cijelu obitelj – Nefermaata, Itet i njihovu brojnu djecu. 
Grobnica je poznata po tome što je iznutra oslikana žarkim bojama. Najpoznatija freska iz grobnice je zvana "meidumske guske", jer prikazuje guske, životinje boga Zemlje Geba, i to vrlo realistično.

## Vanjske poveznice
|  | Zajednički poslužitelj ima još gradiva o temi Nefermaat A |